# ليليا شوبوخوفا
ليليا بولاتوفنا شوبوخوفا (بالروسية: Лилия Булатoвнa Шoбухова) هي عدائة مسافات طويلة وماراثون روسية ولدت في يوم 13 نوفمبر 1977 في مدينة بيلوريتسك في الاتحاد السوفيتي، أبرز إنجازاتها هو فوزها بالميدالية الفضية في بطولة أوروبا لألعاب القوى 2006 في غوتنبيرغ في السويد في سباق 5000 متر، كما فازت بالميدالية الفضية في بطولة العالم لألعاب القوى داخل الصالات 2006 في موسكو في سباق 3000 متر، في سنة 2014 أكتشف تناولها للمنشطات وتم إلغاء جميع أرقامها القياسية.

## روابط خارجية
- ليليا شوبوخوفا على موقع الاتحاد الدولي لألعاب القوى (الإنجليزية)
- ليليا شوبوخوفا على موقع أوليمبيديا (الإنجليزية)